# Anghiari

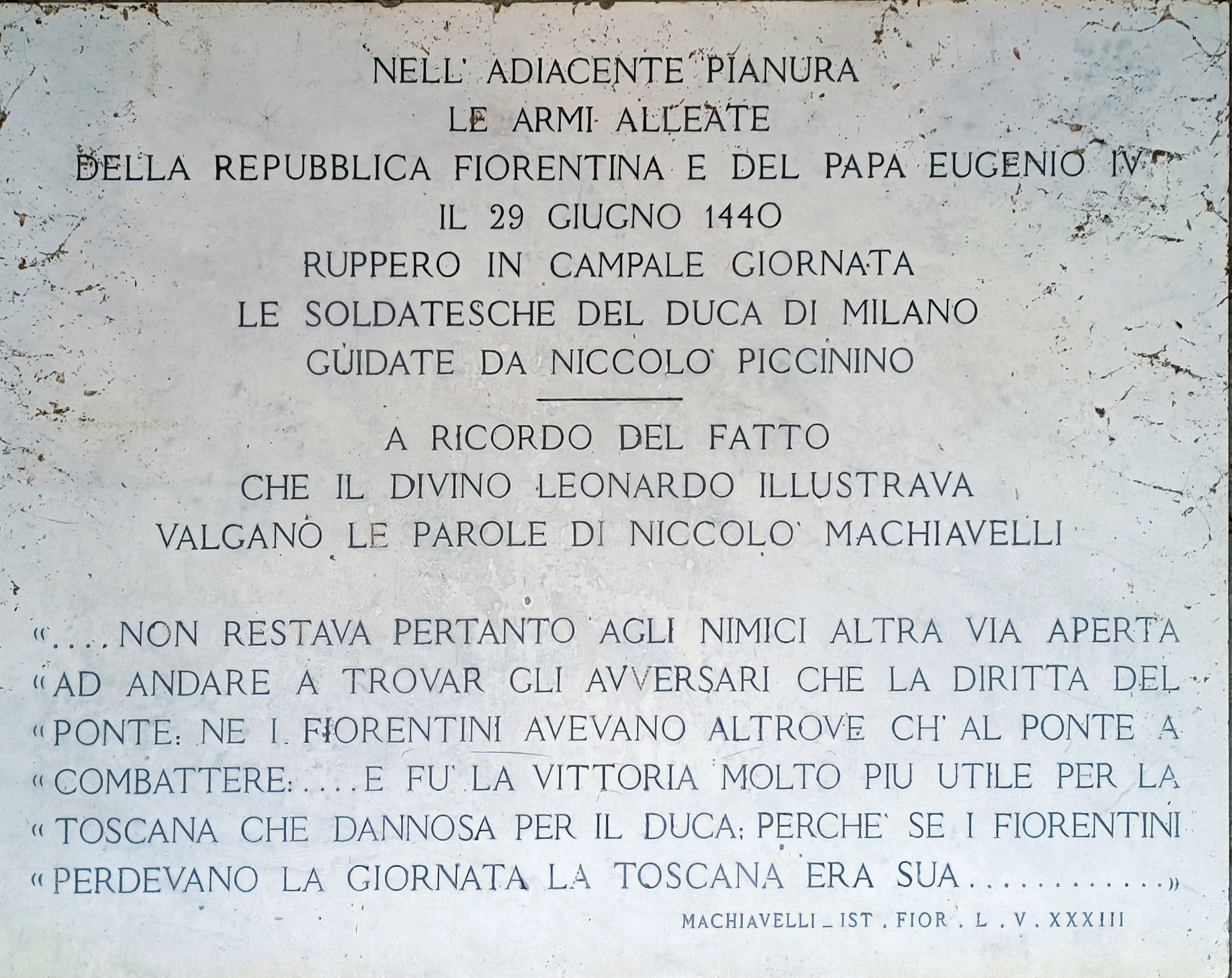
Anghiari, lapide a ricordo della battaglia.

Anghiari (probabilmente dal latino angularium o dal germanico longobardo ango, Angdièri in dialetto altotiberino e biturgense, Anghièri in dialetto anghiarese) è un comune italiano di 5 435 abitanti della provincia di Arezzo in Toscana.
La fama di Anghiari nasce dall'essere stato teatro della battaglia combattuta nell'anno 1440 tra le truppe della coalizione guidata dalla Repubblica fiorentina e comprendente lo Stato Pontificio e Venezia contro quelle dei milanesi del duca Visconti.

## Geografia fisica

### Territorio
Anghiari fa parte della Valtiberina toscana, ovvero della parte più orientale della Toscana, che trae il suo nome dal fiume Tevere che la percorre in tutta la sua lunghezza.
Anghiari sorge su un dosso collinare che si affaccia prospiciente la pianura della Valtiberina toscana per estendersi a vista sul versante umbro dell'Alta Valle del Tevere ed avendo di fronte l'Appennino tosco-umbro-marchigiano con il gruppo montuoso e le vette dell'Alpe della Luna, la cima di Monte Nerone e quella del Monte Catria.
Il Passo della Libbia (580 m s.l.m.), collega Anghiari ad Arezzo.

### Clima
Dati:https://www.sir.toscana.it/
| Anghiari           | Gen  | Feb  | Mar  | Apr  | Mag  | Giu  | Lug  | Ago  | Set  | Ott  | Nov  | Dic  |
| ------------------ | ---- | ---- | ---- | ---- | ---- | ---- | ---- | ---- | ---- | ---- | ---- | ---- |
| T. max. media (°C) | 8,4  | 9,2  | 12,6 | 16,8 | 21,3 | 25,3 | 28,7 | 28,4 | 24,9 | 19,5 | 13,7 | 9,0  |
| T. min. media (°C) | -2,9 | -2,0 | 1,3  | 4,8  | 8,1  | 11,3 | 13,5 | 12,9 | 10,2 | 6,3  | 2,2  | -1,3 |

## Storia
Sull'origine del nome le tesi sono diverse: alcuni sostengono che derivi da castrum angolare, riferendosi alla forma angolare del suo castello, altri affermano che deriverebbe il suo nome da in glarea. Effettivamente il paese è costruito su un ammasso di ghiaia accumulata dal Tevere nei millenni.
Sorse nel VII secolo un castello longobardo, su preesistenze di età romana (presumibilmente una fattoria come si evince dalla cella vinaria in Palazzo Pretorio), conteso con i Bizantini.
Il castello di Anghiari, ricordato per la prima volta in un documento del 1048, fu dapprima sottoposto alla consorteria longobarda dei conti di Galbino e Montedoglio e nel 1104 il luogo venne donato da Bernardino di Sidonia, signore di Anghiari, ai Camaldolesi con l'obbligo di fondarvi un'abbazia: il monastero di San Bartolomeo apostolo. Intorno ad esso, in seguito, si sviluppò il centro abitato.
Dal 1104 al 1143 Camaldoli divenne assoluto padrone di tutta la zona.
Affrancatesi progressivamente dalla signoria dell'abate camaldolese attraverso la creazione di magistrature comunali, nel corso del XIII secolo la comunità entrò sempre di più nell'area di influenza di Arezzo; nel corso di questa azione politica gli aretini distruggeranno il castello nel 1175, il borgo verrà però subito ricostruito e dotato di una nuova cerchia muraria, risalente al 1181-1204.
Nel 1322 la famiglia dei Tarlati di Pietramala (ed in particolare Guido Tarlati) riuscirà a conquistare la città, facendola entrare definitivamente sotto l'orbita di Arezzo. I Tarlati operarono efficacemente nella città, basti ricordare opere come la piazza del Mercatale o lo stradone rettilineo che la collega con Sansepolcro, e ne tennero il dominio tra alterne vicende — come la cessione ai Perugini dal 1337 al 1347 circa — fino al 1385, anno in cui Anghiari passò sotto il dominio fiorentino.
Il 29 giugno 1440 la pianura antistante fu teatro di una famosa battaglia, passata alla storia appunto come battaglia di Anghiari tra l'esercito fiorentino, alleato della Santa Sede e comandato da Giovanni Paolo Orsini, e quello del duca di Milano, condotto da Niccolò Piccinino. La battaglia durò un giorno e fu vinta dai Fiorentini, che consolidarono così i loro domini in Toscana.
In segno di esultanza per la vittoria, fu stabilito di perpetuare il ricordo con un Palio, corso da uomini a piedi dal luogo dove avvenne la battaglia. Nel 1503 la Signoria di Firenze, con a capo il gonfaloniere Pier Soderini, si rivolse a Leonardo da Vinci per raffigurare nella Sala del Consiglio di Palazzo Vecchio una pittura murale raffigurante la battaglia. Sfortunatamente il processo di essiccazione innovativo testato da Leonardo distrusse buona parte dell'opera. Di quest'ultima restano alcuni disegni del Maestro ed alcune copie (eseguite da pittori del tempo) della parte centrale, ovvero la lotta per lo stendardo, di cui una fra le più note è quella di Rubens oggi al Museo del Louvre.
La città si lega indissolubilmente alla storia fiorentina e sotto il dominio della Repubblica di Firenze e poi del Granducato di Toscana è sede di podesteria e di un'importante vicariato.
Dopo le esperienze napoleoniche e quelle della restaurazione, vive attivamente le vicende risorgimentali. 
Durante la seconda guerra mondiale, fu istituito dal regime fascista il campo di internamento di Renicci per civili provenienti dall'attuale ex Jugoslavia. Le condizioni di vita nel campo (operante dall'ottobre 1942 al settembre 1943) furono particolarmente dure: circa 160 delle oltre 500 persone internate nel campo morirono durante la prigionia.
Sempre durante la seconda guerra mondiale, Anghiari vide il passaggio del fronte; oramai indifendibile dall'avanzata degli anglo-indiani, viene evacuata dalle truppe tedesche di occupazione nella notte tra il 28 ed il 29 luglio 1944 e liberata la sera del 29 luglio 1944 con l'ingresso della prima avanguardia delle truppe punjabi.

### Simboli
Stemma
Lo stemma è stato riconosciuto con decreto del capo del governo del 15 luglio 1929.
All'antico stemma del comune venne aggiunto il giglio rosso della città di Firenze quando venne da questa assoggettato.
Gonfalone
Il gonfalone è stato concesso con regio decreto del 25 gennaio 1937.

## Monumenti e luoghi d'interesse

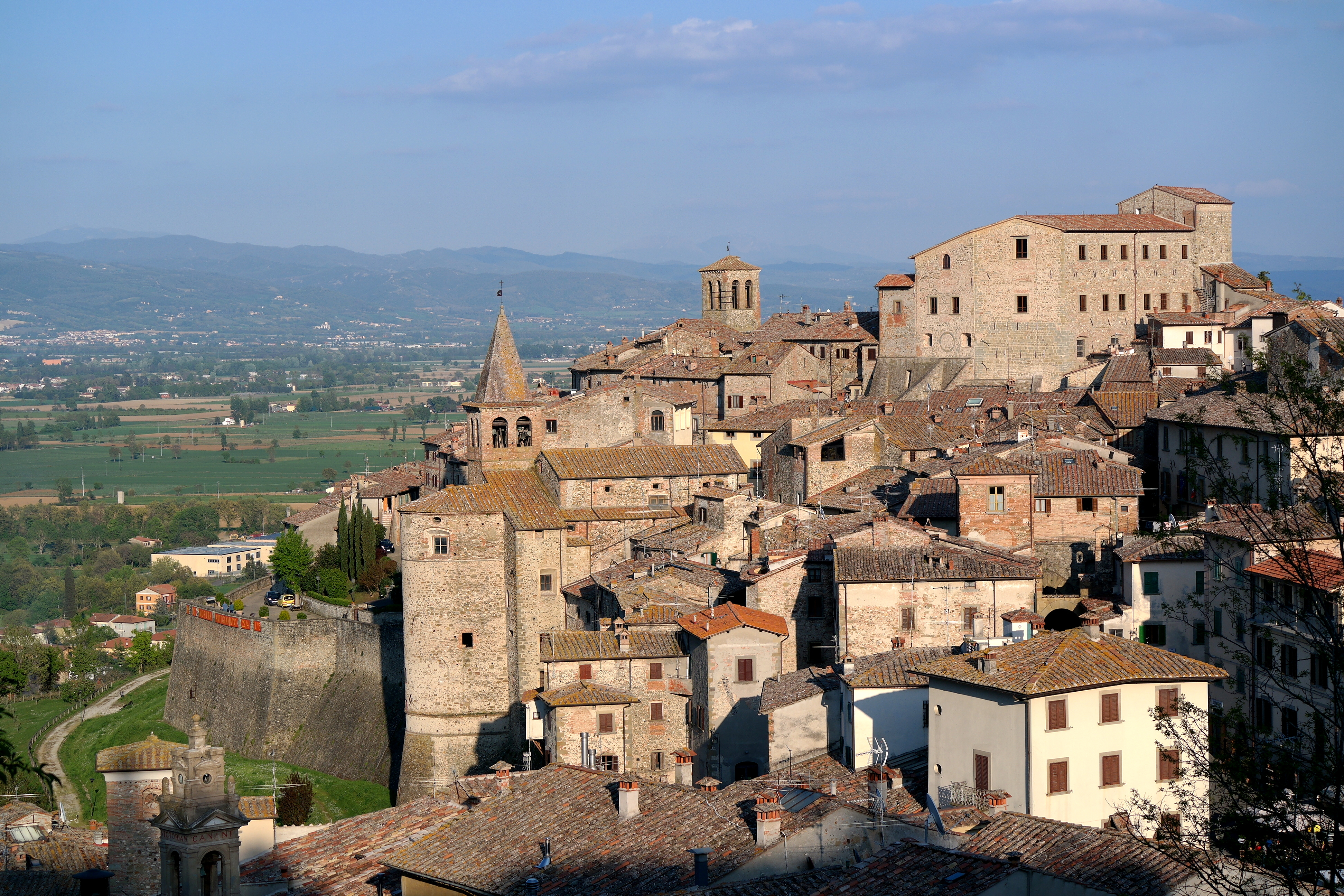
Veduta del centro storico

### Architetture religiose
- Badia di San Bartolomeo
- Cappella della Misericordia
- Cappella di Santa Maria Maddalena
- Chiesa della Croce
- Chiesa di Sant'Agostino
- Chiesa di Santa Maria delle Grazie
- Chiesa di Santo Stefano
- Tempio votivo dei Caduti
- Santuario della Madonna del Carmine al Combarbio
- Pieve di Santa Maria a Micciano
- Pieve di Santa Maria alla Sovara
- Pieve di Santa Maria a Corsano
- Cenacolo di Montauto (ex convento Cappuccini)

### Architetture civili
- Palazzo Pretorio
- Palazzo Marzocco
- Palazzo Corsi: è un grande complesso settecentesco (1777-1794), oggi sede della biblioteca comunale di Anghiari, dell'Archivio storico e dell'ufficio turistico.
- Castello di Montauto
- Villa La Barbolana
- Castello di Galbino
- Castello di Sorci
- Cappella di Santa Maria alla Vittoria: Fu eretta nel 1441- a ricordo della battaglia di Anghiari- nello stradone rettilineo che corre verso Sansepolcro
- Fattoria La Scheggia, esempio di insediamento rurale dell'epoca granducale
- Statua di Giuseppe Garibaldi
- Galleria Girolamo Magi: è intitolata all'ingegnere militare Girolamo Magi. Fu costruita su disegno dell'ingegnere Francesco Tuti e fu inaugurata nel 1889, per anni è stata la sede di un mercato coperto.
- Antico Frantoio Ravagni documentato all'archivio storico di Firenze e di Arezzo sin dal 1421 e che lavora senza soluzione di continuità.

### Musei
- Museo di Palazzo Taglieschi
- Museo della battaglia e di Anghiari

### Teatri
- Teatro dell'Accademia dei Ricomposti

### Altro
Il comune ospita alcuni tra i pochi esercizi commerciali che ancora utilizzano antichi telai a mano.

### Aree naturali
- Riserva naturale dei Monti Rognosi
- Area Naturale Protetta di Interesse Locale, Golena del Tevere[15]

### Turismo
È inserito tra i borghi più belli d'Italia, paese Bandiera arancione e Città Slow (città del buon vivere).
Nel 2022 è stato inserito fra i 15 borghi più belli d'Europa dall'emittente televisiva americana CNN.

## Società

### Evoluzione demografica
Abitanti censiti

### Etnie e minoranze straniere
Secondo i dati ISTAT al 1º gennaio 2015, la popolazione straniera residente era di 429 persone. Le nazionalità maggiormente rappresentate erano:
- Romania: 79
- Regno Unito: 52
- Kosovo: 39
- Germania: 38

## Cultura

### Istruzione
Ad Anghiari ha sede la Libera Università dell'autobiografia, il maggior centro italiano di studio e insegnamento su questo argomento, fondato nel 2000 da Saverio Tutino e Duccio Demetrio, che lo presiede.

### Cinema

#### Film girati ad Anghiari
- La ragazza di Bube (1963)
- La ragazza dei lillà (1986)
- Nell'estate 2007 Leonardo Pieraccioni ha scelto Anghiari per girare il film Una moglie bellissima. Poco tempo dopo anche una troupe tedesca ha fatto la stessa scelta per un altro film, Vier Tage Toskana, prodotto dalla Endemol Germania.

### Eventi

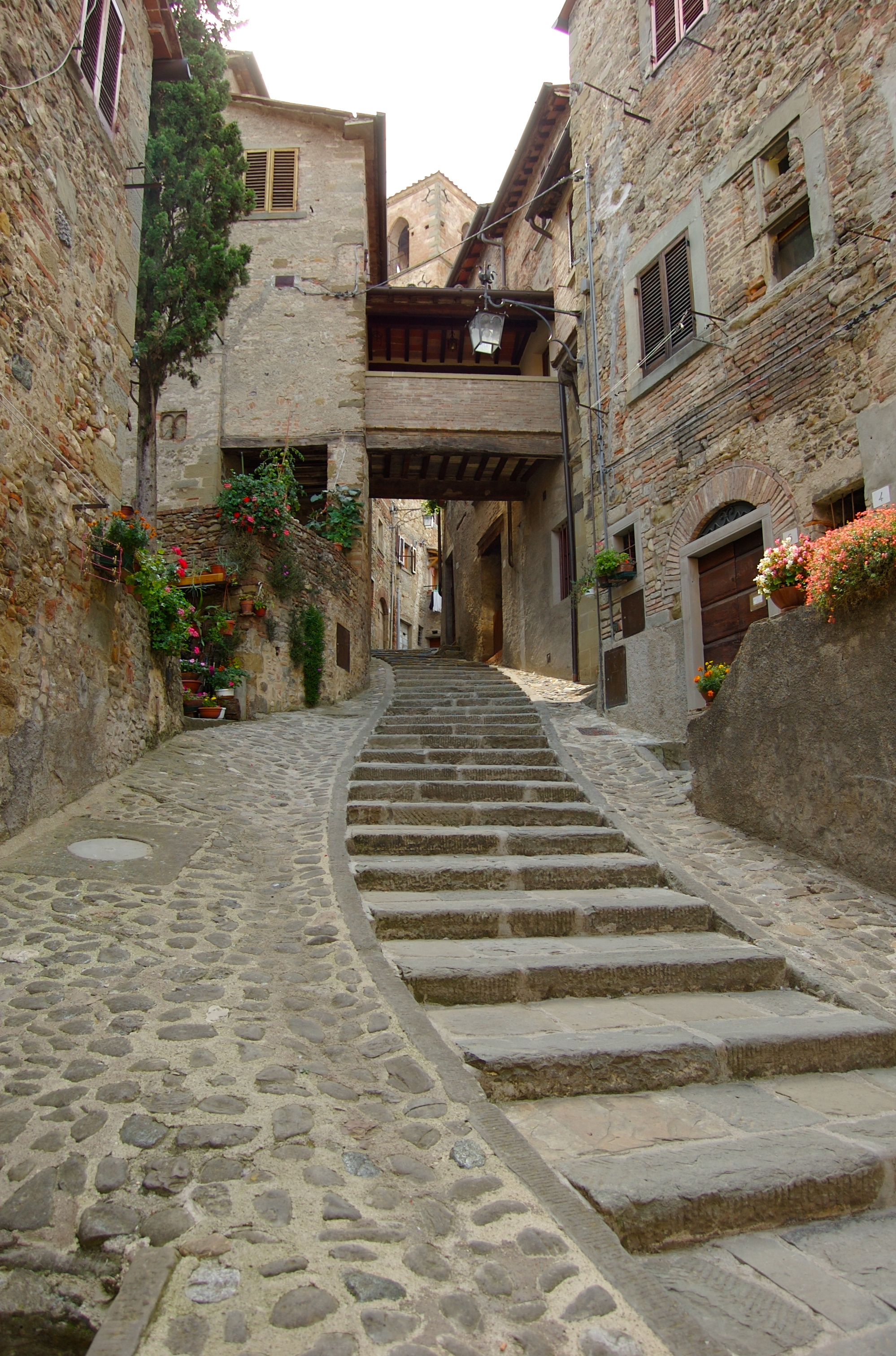
Strada pedonale nel borgo di Anghiari

- Mostra Mercato dell'Artigianato della Valtiberina Toscana: si tiene annualmente tra fine aprile e inizio maggio (25 aprile-3 maggio); la manifestazione, sviluppandosi all'interno delle mura storiche del paese, mette in mostra le capacità e le eccellenze artigianali locali e dei territori delle regioni limitrofe.
- Il Palio della Vittoria: uno dei Palii più antichi della Toscana, già istituito dai fiorentini per celebrare la famosa battaglia del 29 giugno 1440 e corso dal 1441. Oggi si percorre a piedi o di corsa la strada in salita detta “la Croce”, con i corridori che indossano i colori dei propri comuni di appartenenza.
- L'Intrepida: è una pedalata ciclistica, non agonistica, che si sviluppa su tre diversi percorsi (lungo, corto, intrepido) a cui possono partecipare solo ciclisti muniti di bici storica e con abbigliamento consono. Si svolge ad Anghiari dal 2012, nel mese di ottobre.[19]
- Dal 2021 il Teatro di Anghiari è sede del Premio Sportivo Nazionale La Clessidra
- I Centogusti dell'Appennino: mostra mercato dedicata al mondo dell’agriturismo e dell’enogastronomia. Si tiene in autunno, tra fine ottobre ed inizio novembre, ed è dedicata alle risorse enogastronomiche del territorio.
- Memorandia: mercato dell'antiquariato che si svolge ogni seconda domenica del mese.
- Festa del Santissimo Crocifisso: tradizionale festeggiamento in onore del SS. Crocifisso, in programma ogni 3 maggio.
- Scampanata: dal 1980, ogni cinque anni, si svolge nel mese di maggio la Scampanata, una manifestazione folkloristica di origine medievale. I membri della Società della Scampanata si danno appuntamento in piazza Baldaccio alle 6.00 del mattino ogni martedì, giovedì e domenica del mese. Coloro che vi giungono in ritardo, dopo una sorta di sommario processo, vengono caricati in un carretto addobbato con il "maggio", accompagnati da un'aringa e portati alla berlina in giro per i vicoli e le vie del centro storico.[20]
- Dal 1996 è sede di Tovaglia a Quadri, evento di teatro povero e cucina riconosciuto dalla Regione Toscana, dove una comunità si racconta mentre gli spettatori partecipano ad una cena, apparecchiata con le celebri tovaglie a quadri dell'antica filatoria locale Busatti. L'evento, ideato da Andrea Merendelli e Paolo Pennacchini, è giunto nel 2013 alla sua diciottesima edizione.
- Dal 2006 è sede del CyBorg Film Festival, festival di cortometraggi fantascientifici.[21]
- Dal 2008 si tiene ad Anghiari il "Premio Anghiari - Parole, Colori, Suoni diversi".
- “Tiber Sinfonia Festival”: manifestazione musicale nel quale l'orchestra Southbank Sinfonia di Londra si esibisce nelle piazze di Anghiari nel mese di luglio.[22]

### Cucina
I bringoli con il sugo finto sono il piatto tipico locale. Sono spaghetti di acqua e farina tagliati a mano.

## Economia
- L'economia oggi si basa, oltre che sull'agricoltura ed il turismo, sulla tradizione artigianale. In particolare le attività più diffuse sono il restauro del mobile antico, la tessitura, il ricamo e i merletti a tombolo, la produzione di manufatti in vimini, l'impagliatura eseguita con erbe palustri e la lavorazione orafa.[23]
- Tra il XVI ed il XIX secolo fu uno dei più singolari centri nella produzione di armi da fuoco.[24] In particolare, pistole, fucili o archibugi, i cosi detti "Fuochi d'Anghiari". Tra settecento ed ottocento Anghiari divenne un centro rinomato della produzione armiera, con la presenza di vere e proprie dinastie di artigiani-artisti, quali le famiglie Guardiani, Matassi, Vallini, Carboncelli, ed altri. Tuttora si mantiene viva una piccola produzione artigianale, ma di qualità e tradizione.
- Tradizione del tombolo a fuselli.
- L'Azienda Busatti che realizza prodotti di gran pregio con antichi telai del XIX secolo.
- Il Liceo artistico d'Anghiari è l'asse portante di una tradizione artigianale del legno mai sopita dall'epoca degli armaioli anghiaresi.

## Infrastrutture e trasporti

### Ferrovie
Dal 1886 al 1945 era in funzione la Ferrovia Appennino Centrale a scartamento ridotto che collegava Arezzo con Fossato di Vico e Anghiari aveva la sua stazione ferroviaria.

## Amministrazione
Di seguito è presentata una tabella relativa alle amministrazioni che si sono succedute in questo comune.
| Periodo          | Periodo          | Primo cittadino    | Partito                            | Carica      | Note   |
| ---------------- | ---------------- | ------------------ | ---------------------------------- | ----------- | ------ |
| 31 agosto 1944   | 15 giugno 1945   | Bruno Rasarivo     |                                    | Comm. pref. | [ 25 ] |
| 26 giugno 1945   | 9 aprile 1946    | Enzo Bigi          |                                    | Comm. pref. | [ 26 ] |
| 30 aprile 1946   | 27 giugno 1956   | Antonio Ferrini    | Partito Comunista Italiano         | Sindaco     | [ 27 ] |
| 9 luglio 1956    | 4 aprile 1966    | Gallo Galletti     | Partito Comunista Italiano         | Sindaco     | [ 27 ] |
| 1966             | 1976             | Berio Nocentini    | Partito Comunista Italiano         | Sindaco     | [ 27 ] |
| 1976             | 1982             | Franco Talozzi     | Partito Comunista Italiano         | Sindaco     | [ 27 ] |
| 1982             | 1984             | Gianfranco Giorni  | Partito Comunista Italiano         | Sindaco     | [ 27 ] |
| 21 giugno 1984   | 14 marzo 1990    | Franco Talozzi     | Partito Comunista Italiano         | Sindaco     | [ 27 ] |
| 14 marzo 1990    | 22 giugno 1990   | Enrico Galoppi     | Partito Comunista Italiano         | Sindaco     | [ 27 ] |
| 22 giugno 1990   | 20 gennaio 1992  | Franco Talozzi     | lista civica: del Giglio           | Sindaco     | [ 27 ] |
| 12 marzo 1992    | 19 giugno 1992   | Fedele Boncompagni | Democrazia Cristiana               | Sindaco     | [ 27 ] |
| 11 agosto 1992   | 2 marzo 1994     | Danilo Bianchi     | Partito Socialista Italiano        | Sindaco     | [ 27 ] |
| 2 marzo 1994     | 13 giugno 1994   | Renato Bartoli     |                                    | Comm. pref. | [ 27 ] |
| 13 giugno 1994   | 25 maggio 1998   | Maddalena Senesi   | Partito Democratico della Sinistra | Sindaco     | [ 27 ] |
| 25 maggio 1998   | 28 maggio 2002   | Maddalena Senesi   | Democratici di Sinistra            | Sindaco     | [ 27 ] |
| 28 maggio 2002   | 29 maggio 2007   | Danilo Bianchi     | Democratici di Sinistra            | Sindaco     | [ 27 ] |
| 29 maggio 2007   | 14 febbraio 2011 | Danilo Bianchi     | Partito Democratico                | Sindaco     | [ 27 ] |
| 14 febbraio 2011 | 16 maggio 2011   | Rosalba Guarino    |                                    | Comm. pref. | [ 27 ] |
| 16 maggio 2011   | 5 giugno 2016    | Riccardo La Ferla  | lista civica Insieme per Anghiari  | Sindaco     | [ 27 ] |
| 5 giugno 2016    | 4 ottobre 2021   | Alessandro Polcri  | lista civica Libera mente          | Sindaco     | [ 27 ] |
| 4 ottobre 2021   | in carica        | Alessandro Polcri  | lista civica Polcri sindaco        | Sindaco     | [ 27 ] |

### Gemellaggi
- La Plata, dal 1998[senza fonte]
- Vladimir, dal 2004[senza fonte]
- Guidizzolo, dal 2005[senza fonte]

## Sport
La squadra calcistica della cittadina si chiama BALDACCIO BRUNI (intitolata al celebre condottiero locale Baldaccio d'Anghiari) e milita in Eccellenza Toscana.
Il gruppo ciclistico Dynamis Bike organizza la rievocazione storica "L'INTREPIDA".